# Anna Francisca de Bruyns
Anna Francisca de Bruyns (1604, Morialmé – 1675, Arras) byla vlámská barokní malířka. Narodila se v roce 1604 v Morialmé (poblíž Dinantu v provincii Namur). Její otec Cornilla de Bruyns byl v Morialmé soudním vykonavatelem. Narodila se v rodině vyšší střední třídy a byla vychována vynikajícími dvorními umělci, kteří byli jejími příbuznými. Malovat ji učil její starší bratranec Jacques Francart. De Bruyns byla jednou z mnoha umělkyň své doby, malovala od svých sedmnácti let a údajně předčila mnoho malířů své doby.

## Životopis
Už v jedenácti letech projevovala Anna Francisca de Bruyns talent a zájem o umění. V březnu 1616 vytvořila mistrovskou kopii podle tisku obrazu jezdců na koních od Jana Swarta van Groningena. Kreslila také kopie podle malých zbožných obrázků Panny Marie. Svými kresbami prokázala talent, byla proto vyslána do Bruselu aby se pod vedením bratrance Jacquesa Francqarta učila malovat. Francart se Anně opravdu věnoval. V roce 1622, kdy bylo Anně 17 let, nakreslila jeho portrét. Francart představil Annu Franciscu španělské infantce Isabele Kláře Evženii a ukázal jí portrét, který Anna nakreslila. Na Isabelu její práce udělala takový dojem, že Anně svěřila zakázku na vytvoření patnácti malých obrazů Tajemství růžence, které byly zaslány jako dárek papeži Pavlovi V. Po svatbě bylo pro ni mnohem těžší najít si čas na malování, ale přesto se jí dařilo v malování pokračovat.

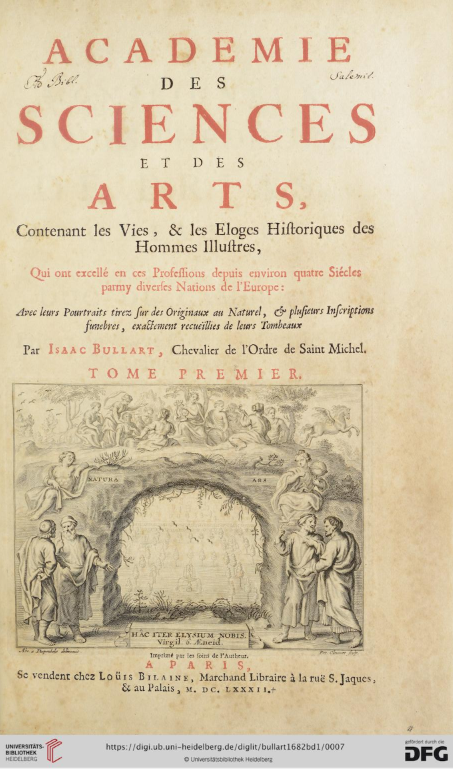
Titulní strana publikace Ignáce Bullarta

## Rodina
Anna Francisca de Bruyns se narodila v rodině vyšší střední třídy a byla obklopena dvorními umělci. Měla tak příležitost k rozvoji svého talentu. V roce 1613 byl její bratranec Jacques Francart jmenován dvorním malířem arcivévodů Albrechta VII. Habsburského a jeho ženy Isabely. Dne 27. července 1622 se stal královským architektem-inženýrem u dvora španělského krále Filipa IV. Annin otec, Cornilla de Bruyns. Do doby před jejím narozením byl soudním vykonavatelem v Morialmé. Poté se rodina přestěhovala do Monsu, kde se stal superintedatem "Bergh van Bermherticheyt" (koncept veřejných zastaváren ve Flandrech vytvořený podle italské "Mount of piety"), což byla instituce založená před mnoha lety Wenceslasem Cobergherem. Cobergher byl přední inženýr, architekt, malíř a numismatik ve službách arcivévodů. Ti si ho vážili natolik, že mu platili třikrát tolik, kolik platili Rubensovi. Cobergher byl zařazen do ikonografie Anthonise Van Dycka, série rytých portrétů nejznámějších tehdejších intelektuálů, šlechticů a umělců, což dokazuje Cobergherovu prestiž.
Dne 30. května 1628 se Anna v kostele Saint-Germain v Monsu ve věku 24 let provdala za Isaaca Bullarta - uznávaného nizozemského spisovatele. Setkali se, když Anna studovala u Francarta. Bullart se snažil získat její srdce, ale ta nebyla příliš společenská. Bullart byl „okouzlen jak krásou jejího umění, tak rozkošností její tváře“ a ona nakonec souhlasila se sňatkem a její rodiče také. Manželé měli 12 dětí, jedním z nich byl Jacques Ignace Bullart. Rok po svatbě následovala Anna manžela do Arrasu, kde byl 23. dubna Isaac Bullart jmenován superintendentem veřejných zastaváren. Jejich prvorozený syn dostal jméno Wenceslas, podle Wenceslase Coberghera, který pomohl Bullartovi získat toto místo. Bullart studoval na jezuitské vysoké škole v Bordeaux a třicet let sbíral materiál pro svou encyklopedii "Académie des Sciences et des Arts", která obsahuje 279 životopisů vědců a umělců a je jednou z nejdůležitějších životopisných souhrnů sedmnáctého století. Bullart byl dokonce jmenován rytířem řádu St. Michala- "Chevalier de l'Ordre de Saint-Michel". Řád mu v roce 1647 udělila francouzská královna Anna Rakouská.